# Palacio de finanzas

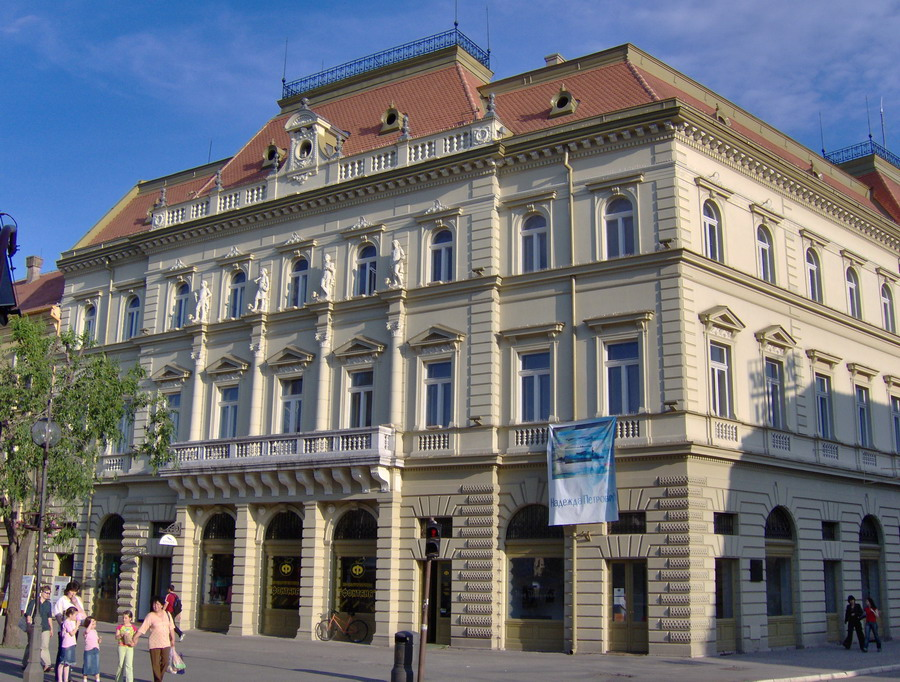
Fachada principal del palacio.

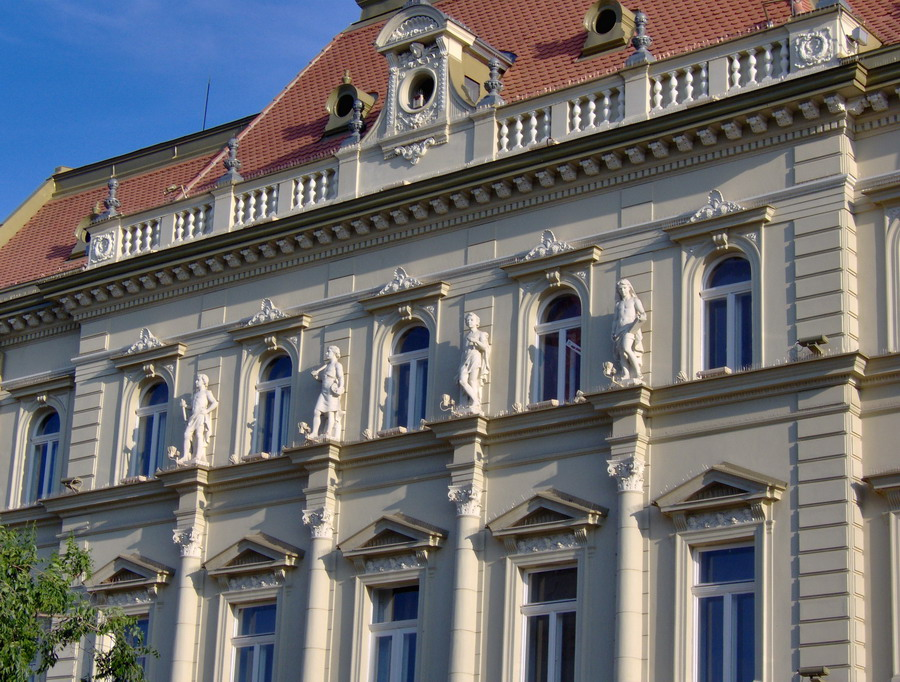
Estatuas de la fachada principal.

El Palacio de Finanzas (en serbio Финансијска палата, en húngaro Pénzügyi Palota, en alemán Finanz Palast) es un palacio de dos plantas en estilo neo-renacentista localizado en el zócalo de Zrenjanin, Serbia y es considerado uno de los edificios más logrados de la ciudad[cita requerida]. Se encuentra junto al teatro de Zrenjanin y es la sede del Museo Nacional de Zrenjanin desde 1966.

## Historia
Las autoridades de la ciudad eligieron el proyecto del arquitecto István Kiss y la construcción se realizó en los años de 1893 y 1894. Como primera elección, el arquitecto decidió que la fachada hacia el río Begej fuese la principal, mas en una etapa posterior cambió de opinión y convirtió en principal la fachada hacia la plaza de Francisco José, la actual plaza de la Libertad.
La planta del edificio tiene la forma de una letra cirílica irregular "Π", de modo que, cerrando la parcela por tres lados, forma un patio interior, un atrio. A la altura de la primera planta, se proyecta un balcón sobre sólidas ménsulas, mientras que entre las cinco ventanas semicirculares de la segunda planta se colocan esculturas exentas, realizadas en piedra artificial, que representan figuras de hombres jóvenes, casi niños, en elegantes posiciones de contrapposto. Con su espíritu renacentista, se integran a la perfección en la decoración de la membrana arquitectónica a la que se adhieren. Gracias a los atributos que portan en sus manos, los interpretamos como símbolos de la «Industria», la «Agricultura», la «Ciencia» y el «Comercio».
La fachada también tiene balcones en el segundo piso, mientras que la planta baja alberga diversas tiendas y una galería.

## Museo nacional
El Museo Nacional de Zernjanin se fundó en 1906 como el Museo del distrito Torontal, de acuerdo a la decisión del Consejo Municipal y a iniciativa de la Asociación Cultural del distrito Torontal. Sin embargo, debido a la falta de recursos, el museo no inició operaciones sino hasta 1911. Después de varias sedes, en 1966 se establece en el edificio actual, en la calle Suboticéva 1.
Tiene una gran cantidad de exposiciones, desde la época prehistórica hasta el siglo XX, dividido en los departamentos: arqueología, etnología, naturaleza, historia y arte. Desde agosto de 2005, cuenta con una galería de arte moderno en el primer piso.